# Excelsior (wiersz)

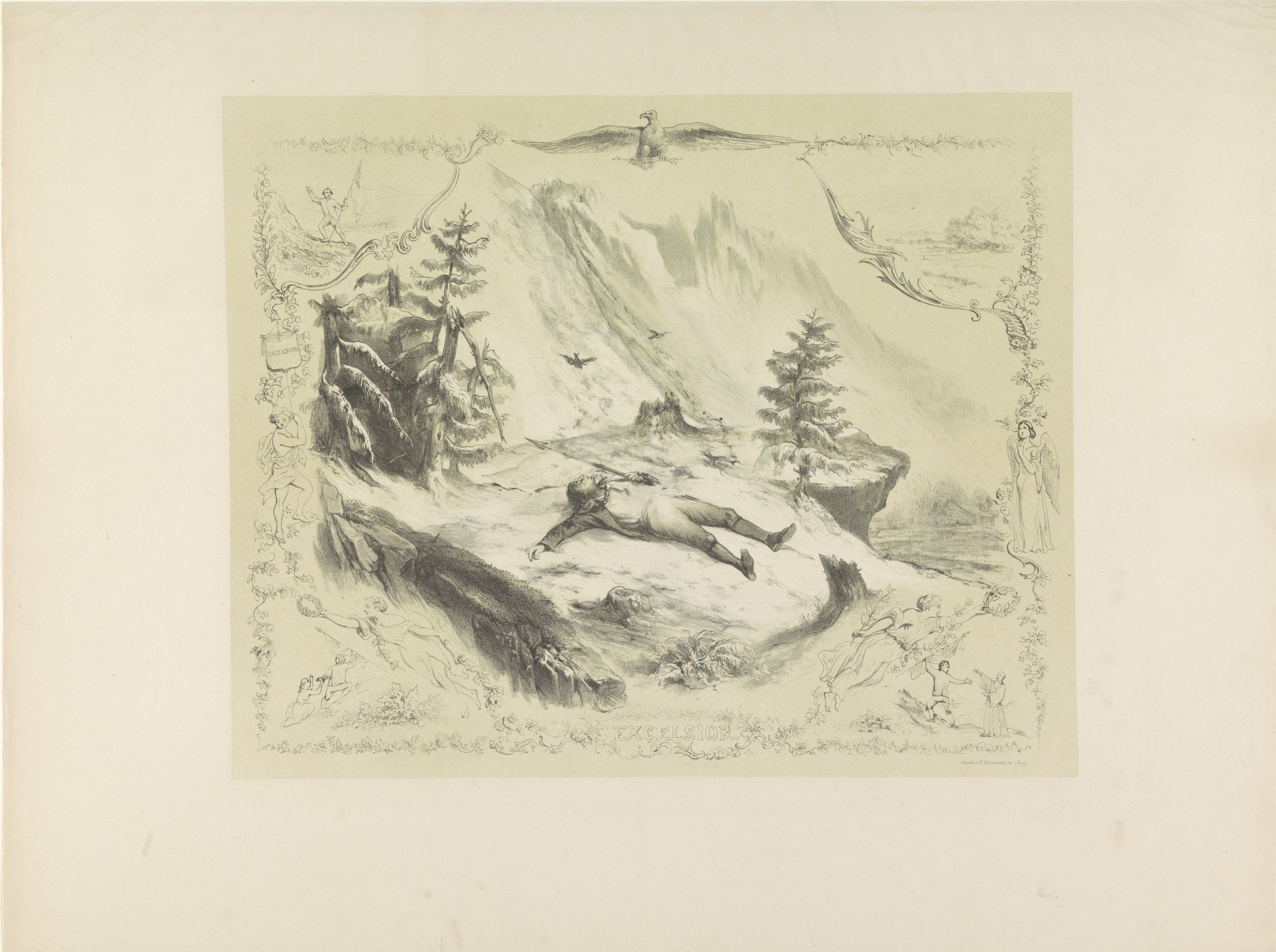
Excelsior (Longfellow)

Excelsior – wiersz amerykańskiego poety Henry'ego Wadswortha Longfellowa z 1841 roku, ogłoszony w tomie Miscellaneous poems. Jest to jeden z najpopularniejszych utworów poety, najczęściej przedrukowywanych w antologiach i najczęściej tłumaczonych na języki obce.

## Ogólna charakterystyka
Wiersz ma charakter alegorii albo wielkiej metafory, toteż może być interpretowany na różne sposoby. Nastrój tajemniczości podkreślony jest użyciem w tytule obcego słowa.

## Forma
Wiersz składa się z dziewięciu zwrotek pięciowersowych, zakończonych refrenem powtarzającym tytułowe łacińskie słowo oznaczające „zawsze wyżej”. Zwrotki wiersza są pisane regularnie utrzymanym czterostopowym jambem i rymowane stycznie: aabbR.

## Treść
Wiersz opowiada o młodym człowieku, przybyłym z daleka i mówiącym w obcym języku, owładniętym nieodpartą potrzebą udania się w góry w nieokreślonym bliżej celu. Bohater niesie ze sobą sztandar z niezrozumiałym dla obserwatorów hasłem „excelsior!”. Młodzieniec lekceważy zarówno ostrzeżenia starca, jak i prośby młodej dziewczyny i idzie w górę, mimo zagrożenia burzą śnieżną. Nazajutrz zostaje znaleziony „martwy, ale piękny”, na wpół zasypany śniegiem, z drzewcem chorągwi w kurczowo zaciśniętej dłoni. Tytułowe sformułowanie można skojarzyć ze słowami św. Stanisława Kostki „Do wyższych rzeczy zostałem stworzony”.

## Polskie przekłady
Wiersz Longfellowa był tłumaczony na język polski przez Franciszka Morawskiego, Konstantego Gaszyńskiego i Adama Asnyka. Oto pierwsza strofa utworu w trzech wersjach:
Spadał cień nocy — ciągnął pielgrzym młody
Przez wieś alpejską, przez śniegi i lody,
W ręku miał sztandar, na nim dziwne godło
Które na górę olbrzymią go wiodło:
Excelsior!
(Morawski)
Już szary cień nocy opadał z zachodu;
Przez wioskę Alpejską — śród śniegu i lodu —
Przechodził młodzieniec, chorągiew niósł białą,
A na tej chorągwi te godło jaśniało:
Excelsior!
(Gaszyński)
Szybko zapadał wieczorny mrok;
Alpejskiem siołem przez górski stok
Szedł młodzian, niosąc w śniegu i lodzie
Sztandar z tem dziwnem godłem na przodzie:
Excelsior!
(Asnyk)
Przekłady różnią się wersyfikacją – są napisane kolejno jedenastozgłoskowcem, czterostopowcem amfibrachicznym i dziesięciozgłoskowcem z rymami męskimi i żeńskimi. W Internecie można odnaleźć przekład Wiktora J. Darasza.